# Janez
Janez je slovensko moško osebno ime.

## Izvor imena
Tako ime Ivan kot Janez izhajata iz starogrškega imena Ιoχαννης (Johánnês), Ιωαννης  (Jôánnês), to pa iz hebrejskega Jehohannan, skrajšano Johann z nekdanjim pomenom »Jahve (to je Bog) je milostljiv, se je usmilil«. Ime je torej teoforično (to je, da ima sestavino Bog) in so ga prvotno dajali v zahvalo Bogu, ki jim je dal dolgo pričakovanega otroka.

## Slovenske različice imena
- moške oblike imena: Anže, Anžej, Džek, Džon, Džoni, Džani, Hanžek, Ivan, Ivo, Jan, Janča, Janče, Janček, Janči, Jane, Jena, Janej, Janek, Janeslav, Janež, Jani, Janik, Janislav, Janko, Jano, Janos, Janoš (značilno je pri Prekmurcih), Januš, Janž, Janža, Janže, Johan, Jovica, Jovo, Vanek, Vanja, Vanjo, Vanč, Žan, Žani, Žanko
- ženske oblike imena: Iva, Ivana, Ivanka, Jana, Janja, Vanja, Žana

## Tujejezikovne različice imena
John (m), Johann (m), Johanna (ž), Johannes (m), Ioanna, Yannis, Yanni, János, Janoš, Yani, Yanko, Janica, Ioannes, Joannes, Ioanna, Joanna, Gjon, Johannes, Joann, Joanna, Jan, Janusz, Johnny, (Jack?/Jacky?), Jean, Jeanne, Jeannette, Jane, Joan, Jean, Janet, Seán, Sinéad, Shawn, Jaan, Janis, Janas, Iancu, Giovanni, Gianni, Gian, Giovanna, Gianna, João, Joana, Jon, Juan, Juana, Juanita, Ivan, Iván, Ivo, Иван (Ivan), Vanja, Ивана (Ivana), Iwan, Ion, Ioan, Ionel, Ionuţ, Nelu, Ionică, Ioana, Oana, Jovan, Jovana, Іван (Iván), Івась (Ivas'), Івасик (Ivasyk), Іванна (Ivanna), Yochanan, Youhannan, Hov(h)an(n)es, Oganes, Vano, Dživo, Djivan

## Pogostost imena
Po podatkih Statističnega urada Republike Slovenije je bilo na dan 31. decembra 2007 v Sloveniji število moških oseb z imenom Janez: 25.489. Med vsemi moškimi imeni pa je ime Janez po pogostosti uporabe uvrščeno na 2. mesto.

## Znani nosilci imena
apostol Janez - več papežev - Janez Drnovšek - Janez Janša - Janez Krstnik - Janez Krstnik Schoettl - Janez J. Švajncer - Janez Vajkard Valvasor

## Priimki nastali iz imena
Iz imena Janez in Ivan ter njunih različic je nastalo v Sloveniji več sto priimkov.

## Osebni praznik
Janez je ime mnogih svetnikov (skupaj kar 224). V našem koledarju z izborom svetniških imen, udomačenih med Slovenci in njihovimi godovnimi dnevi po novem bogoslužnem koledarju je ime Janez zapisano 33 krat.
Na Slovenskem najbolj znana sta Janez Krstnik in Janez Evangelist. Po novi zavezi je Janez Krstnik sin Zaharije in Elizabete, Jezusov predhodnik in oznanjevalec pokore, krstil Jezusa v reki Jordan. Herod Antipa ga je dal obglaviti. Saloma, hči Herodiade, je namreč zahtevala za svoj ples pred Herodom glavo Janeza Krstnika. V koledarju Janez Krstnik goduje 24. junija - rojstvo in 29. avgusta - mučeniška smrt /obglavljenje/.  Janez Evangelist, ki je po novi zavezi sin Zabedeje in Solome je bil ribič, Jezusov učenec in pisec 4. evangelija (Razodetje), ter eden od stebrov Jeruzlemske cerkve. Umrl je okoli leta 101, god praznuje 27. decembra.
Pregled godovnih dni po novem bogoslužnem koledarju v katerih godujejo Janez, Janko, Janže, Jana, Ivan, Iva, Vanek, Žane, Neto, Zanet:
- 5. januar - Sveti Janez Nepomuk Neumann († 5. jan. 1860)
- 15. januar - Sveti Janez Kolibit, puščavnik († 15. jan. v 5. stoletju)
- 19. januar - Sveti Janez de Ribera, škof († 6. jan. 1611)
- 23. januar - Sveti Janez Usmiljeni, patriarh († 23. jan. 620)
- 4. februar - Sveti Janez de Britto, mučenec († 4. feb. 1693)
- 8. februar - Sveti Janez de Matha, ustanovitelj reda († 8. feb. 1213)
- 5. marec - Sveti Janez od Križa, redovnik († 5. mar. 1743)
- 8. marec - Sveti Janez od Boga, redovni ustanovitelj († 8. mar. 1550)
- 8. marec - Avilski, duhovnik († 8. mar. 1569)
- 10. marec - Ogilave, škof in mučenec († 10. mar. 1615)
- 30. marec - Sveti Janez Klimak, opat († 30. mar. v 7. stoletju)
- 7. april - Sveti Janez Krstnik de la Salle, redovni ustanovitelj († 7. mar. 1719)
- 16. maj - Janez Nepomuk, češki mučenec († 16. maja 1393)
- 18. maj - Papež Janez I. (umrl v ječi 18. maj. 526)
- 23. maj - de Rossi, duhovnik († 23. maja 1764)
- 12. junij - Sveti Janez Fakundski, redovnik († 12. jun. 1479)
- 22. junij - Fisher, mučenec († 22. jun. 1535)
- 24. junij - Janez Krstnik, rojstvo (rojen med leti 6 - 2 pr. n. št.)
- 26. junij - mučenec († 26. jun. v 4. stoletju)
- 12. julij - Gvalbert, redovni ustanovitelj († 12. jul. 1073)
- 4. avgust - Sveti Janez Vianney, duhovnik († 4. avg. 1859)
- 19. avgust - Sveti Janez Eudes, redovni ustanovitelj († 19. avg. 1680)
- 29. avgust - Mučeništvo Janeza Krstnika /obglavljenje/ († 29. avg. okoli leta 30 n. št.)
- 13. september - Sveti Janez Zlatousti, škof, cerkveni učitelj († 13. sep. 407)
- 27. september - mučenec
- 9. oktober - Leonardi, redovni ustanovitelj († 9. okt. 1609)
- 23. oktober - Sveti Janez Kapistran, redovnik († 23. okt. 1456)
- 26. november - Sveti Janez Berhmans, redovnik (26. nov. 1621)
- 4. december - Damaščan, cerkveni učitelj (4. dec. okoli leta 749)
- 14. december - Sveti Janez od Križa, cerkveni učitelj († 14. dec. 1591)
- 23. december - Kancij, duhovnik († 23. dec. 1473)
- 27. december - Apostol Janez Evangelist († 27. dec. 101 ?)
- 31. december - Sveti Janez Bosko († 31. jan. 1888)

## Imena krajev
Pomen imena Janez v slovenskem prostoru dokazujejo tudi cerkve posvečene svetim Janezom. Največ je cerkva sv. Janeza Krstnika in sicer 84, sledi 21 cerkva sv. Janeza Evangelista, dve cerkvi  sv. Janeza Nepomuka in štiri cerkve sv. Janeza in Pavla. Po cerkvah so dobili ine številni kraji kot npr.: Jankova, Jankoviči, Janžev Vrh, Janževa Gora, Janežovski Vrh, Šentjanž nad Dravčami, Šentjanž nad Štorami, Šentjanž pri Dravogradu, Šentjanž in še drugi.

## Zanimivosti
Iz imena Janez in Ivan so nastali različni izrazi. Tako npr. izraz ivánjščak in šentjánževec pomenita »mesec junij«. Izrazi šentjánževec, šentjánževica, jánževec pa se nanašajo na sv. Janeza Evangelista in pomenijo »vino, ki se pije ob slovesu«.
Izrazi iz osebnih imen se pogosto uporabljajo za poimenovanje narodov. Ime Janez, starejše tudi Janž, je sprejeto naravnost iz latinskega imena Joannes in je (bilo) značilno za osrednji del Slovenije - Kranjsko, kar dokazuje tudi izraz kranjski Janez, ki je izven Slovenije pomenil Slovenec.